# 林贤郁
林贤郁（1949年—），男，朝鲜族，中华人民共和国政府政治人物，曾任国家统计局副局长、党组副书记，第十一届全国政协委员。

## 生平
1949年5月，林贤郁出生于黑龙江省海林市。原为黑龙江牡丹江市统计局科员、副科长，后调入国家统计局，先后担任任国民经济平衡统计司副处长、处长、见习副司长、制度方法司副司长、司长、国家统计局总统计师、国民经济核算司司长等职。1999年9月，他开始出任国家统计局党组成员，2001年1月开始出任国家统计局副局长，直至2009年底退休。
2008年1月，林贤郁当选第十一届全国政协委员，代表少数民族界，分入第四十九组。并担任提案委员会专委。